# 烈士陵园 (化隆县)
烈士陵园，位于中国青海省化隆县巴燕镇东下沟，为青海省市县级文物保护单位，公布日期为1986年12月8日，类型为近现代重要史迹及代表性建筑。
烈士陵园的历史年代为现代。